# Ravenglass
Ravenglass – wieś w Anglii, w Kumbrii, w dystrykcie (unitary authority) Cumberland. Leży 67 km na południowy zachód od miasta Carlisle i 386 km na północny zachód od Londynu.